# 利斯諾維奇
49°52′4″N 23°33′55″E / 49.86778°N 23.56528°E
利斯諾維奇（烏克蘭語：Лісновичі），是烏克蘭的村落，位於該國西部利沃夫州，由戈羅多克區負責管轄，面積110.6平方公里，海拔高度264米，2001年人口393，人口密度每平方公里3.55人。